# Resolució 2166 del Consell de Seguretat de les Nacions Unides
La Resolució 2166 del Consell de Seguretat de les Nacions Unides, en referència al derrocament del Vol 17 de Malaysia Airlines, va ser patrocinada per Austràlia i adoptada per unanimitat el 21 de juliol de 2014. La resolució expressa el seu suport als "esforços per establir una investigació internacional completa, exhaustiva i independent sobre l'incident d'acord amb les directrius de l'aviació civil internacional" i va fer una crida a tots els estats membres de les Nacions Unides" s proporcionar qualsevol petició d'ajuda en investigacions civils i criminals".

## Preparació
La resolució es va redactar el 18 de juliol, es va posar en circulació el 19 de juliol i es va acordar l'endemà. Rússia, membre permanent amb dret de veto, va donar suport a la resolució després que les negociacions provoquessin alguns canvis de text, incloent la denúncia de l'incident com a "caiguda" de l'avió en lloc de "derrocament".